# Раненбург (станция)
Ра́ненбург — железнодорожная станция Мичуринского региона Юго-Восточной железной дороги в городе Чаплыгине Липецкой области.
Построена в 1890 году на линии Волово — Богоявленск. В 1896 году отсюда пошла линия в Павелец и Москву, станция стала узловой. 
Вокзал одноэтажный, состоит из двух корпусов, пристроенных друг к другу.
На станции заканчивается однопутная линия со стороны Узуново. Дальше на юг идёт полностью двухпутный участок.

## Галерея
- ЭП1М-666 с поездом на станции
- Платформа
- Пути
- Вокзал